# Мастава
Мастава (мастоба) — разновидность заправочного супа; национальное блюдо таджикской и узбекской кухонь. Иногда называется жидким пловом.
Суп всегда готовится обжарочным способом, характерным для среднеазиатской кухни, таким же, как некоторые разновидности шурпы, и кардинально отличается от последней наличием риса. Мастава может быть приготовлена только из риса и овощей, но распространение получил суп, сваренный на мясном бульоне. 
В процессе приготовления сначала на сильном огне в казане, чаще всего в растительном масле, обжаривается мясо, как правило, баранина (бараньи рёбра), затем к мясу добавляются морковь и лук, то есть, приготовление происходит по принципу приготовления плова в его среднеазиатском варианте. Возможны и варианты, при которых в это же время добавляются другие корнеплоды, например, репа. Чаще всего к зирваку добавляются помидоры и (или) томатная паста. По готовности зирвака он заливается водой, в которую добавляется промытый рис и, как правило, картофель. 
В маставу в процессе приготовления добавляется разнообразный букет пряностей, например, зира, чабер, красный перец, чёрный перец, базилик, петрушка, кинза, ягоды барбариса и т.п. Перед подачей мастава вновь может быть дополнена пряностями и зеленью, растёртым чесноком, и, наконец, она заправляется небольшим количеством катыка.